# Fußball-Weltmeisterschaft 1950/Paraguay
Dieser Artikel behandelt die paraguayische Fußballnationalmannschaft bei der Fußball-Weltmeisterschaft 1950.

## Qualifikation
Da Peru und Ecuador zurückzogen, waren Uruguay und Paraguay automatisch qualifiziert.

## Paraguayisches Aufgebot
| Nr.        | Name                  | Verein vor WM-Beginn | Geburtstag | Spiele   | Tore     | Platzverweise |
| Torhüter   | Torhüter              | Torhüter             | Torhüter   | Torhüter | Torhüter | Torhüter      |
| ---------- | --------------------- | -------------------- | ---------- | -------- | -------- | ------------- |
|            | Pablo Centurión       | Cerro Porteño        | 1926       | 0        | 0        | 0             |
|            | Elioro Paredes        | Sportivo Luqueño     | 19.02.1921 | 0        | 0        | 0             |
|            | Marcelino Vargas      | Libertad Asunción    | 01.02.1921 | 2        | 0        | 0             |
| Abwehr     |                       |                      |            |          |          |               |
|            | Antonio Cabrera       | Libertad Asunción    |            | 0        | 0        | 0             |
|            | Casiano Céspedes      | Olimpia Asunción     | 1924       | 2        | 0        | 0             |
|            | Manuel Gavilán        | Libertad Asunción    | 30.11.1920 | 2        | 0        | 0             |
|            | Alberto González      | Olimpia Asunción     | 1922       | 2        | 0        | 0             |
| Mittelfeld |                       |                      |            |          |          |               |
|            | Melanio Báez          | Nacional Asunción    | 1931       | 0        | 0        | 0             |
|            | Castor Cantero        | Olimpia Asunción     | 12.01.1918 | 2        | 0        | 0             |
|            | Armando González      | Club Guaraní         |            | 0        | 0        | 0             |
|            | Victoriano Leguizamón | Olimpia Asunción     | 23.03.1922 | 2        | 0        | 0             |
| Angriff    |                       |                      |            |          |          |               |
|            | Enrique Ávalos        | Cerro Porteño        | 1922       | 2        | 0        | 0             |
|            | Marcial Ávalos        | Cerro Porteño        | 05.12.1921 | 0        | 0        | 0             |
|            | Ángel Berni           | Sportivo Luqueño     | 09.01.1931 | 0        | 0        | 0             |
|            | Lorenzo Calonga       | Club Guaraní         | 28.08.1929 | 0        | 0        | 0             |
|            | Juan Cañete           | Presidente Hayes     | 27.07.1929 | 0        | 0        | 0             |
|            | Atilio López          | Nacional Asunción    | 05.02.1925 | 2        | 1        | 0             |
|            | César López Fretes    | Olimpia Asunción     | 21.03.1923 | 2        | 1        | 0             |
|            | Hilarión Osorio       | Sportivo Luqueño     | 21.10.1928 | 0        | 0        | 0             |
|            | Darío Jara Saguier    | Cerro Porteño        | 27.01.1930 | 2        | 0        | 0             |
|            | Francisco Sosa        | Cerro Porteño        | 04.10.1917 | 0        | 0        | 0             |
|            | Leongino Unzain       | Olimpia Asunción     | 15.03.1927 | 2        | 0        | 0             |
| Trainer    |                       |                      |            |          |          |               |
|            | Manuel Fleitas Solich |                      | 30.12.1900 |          |          |               |

## Spiele der paraguayischen Mannschaft

### Vorrunde
- Schweden -  Paraguay 2:2 (2:1)

Stadion: Estádio Durival de Britto (Curitiba)
Zuschauer: 8.000
Schiedsrichter: Mitchell (Schottland)
Tore: 1:0 Sundqvist (24.), 2:0 Palmér (26.), 2:1 A. López (32.), 2:2 C. López (89.)
- Italien -  Paraguay 2:0 (1:0)

Stadion: Estádio do Pacaembu (São Paulo)
Zuschauer: 26.000
Schiedsrichter: Ellis (England)
Tore: 1:0 Carapellese (12.), 2:0 Pandolfini (62.)
Die Gruppe III begann mit einem Paukenschlag: Schweden besiegte den Weltmeister Italien mit 3:2. Die Skandinavier ließen sich von dem frühen Rückstand (7., Carapellese) nicht schocken und gingen danach 3:1 in Führung (Jeppson 25. und 69., sowie Andersson in der 34. Minute). Das 2:3 durch Muccinelli (76.) reichte der Squadra Azzurra nicht. Italiens Nachteil war, dass die Nationalspieler des FC Turin, die ein Jahr zuvor bei einem Flugunfall ums Leben gekommen waren, nicht gleichwertig ersetzt werden konnten. Den Schweden reichte ein 2:2 gegen Paraguay, das wiederum gegen Italien 0:2 verlor, zum Weiterkommen.